# Nymphulodes
Nymphulodes és un gènere monotípic d'arnes de la família Crambidae. Conté només una espècie, Nymphulodes franciscalis, que es troba a Brasil.